# Католицька церква в Болівії
Като́лицька це́рква в Болі́вії — найбільша християнська конфесія Болівії. Складова всесвітньої Католицької церкви, яку очолює на Землі римський папа. Керується конференцією єпископів. Станом на 2004 рік у країні нараховувалося близько 8 253 000 католиків (84,76% від усього населення). Існувало 18 діоцезій, які об'єднували 583 церковних парафій.  Кількість  священиків — 1113 (з них представники секулярного духовенства — 482, члени чернечих організацій — 631), постійних дияконів — 83, монахів — 1130, монахинь — 2563.

## Статистика
Згідно з «Annuario Pontificio» і Catholic-Hierarchy.org:
| Рік | Населення | Населення | Населення | Священики | Священики | Священики | Священики           | Диякони | Ченці    | Ченці | Парафії |
| Рік | католики  | загалом   | %         | загалом   | секулярні | ченці     | вірних на священика | Диякони | чоловіки | жінки | Парафії |
| --- | --------- | --------- | --------- | --------- | --------- | --------- | ------------------- | ------- | -------- | ----- | ------- |

## Діоцезії
Шаблон:Католицька церква в Болівії